# Attilio Demaría
Attilio Demaría (ur. 19 marca 1909 w Buenos Aires, zm. 11 listopada 1990 w Haedo) – argentyński piłkarz, napastnik. Reprezentant dwóch krajów: Argentyny i Włoch. Jeden z zaledwie kilku piłkarzy, którzy w turniejach finałowych MŚ bronili barw dwóch krajów.
Zawodową karierę zaczynał w Gimnasia y Esgrima La Plata. W reprezentacji debiutował w 1930. W tym samym roku znalazł się w kadrze na premierowe mistrzostwa świata. Zagrał w jednym meczu, a Argentyna dotarła do finału. W 1931 wyjechał do Włoch i został piłkarzem Interu, a w 1932 zadebiutował (jako tzw. oriundi) w drużynie Italii. Z włoskim zespołem w 1934 zdobył tytuł mistrza świata. W turnieju finałowym ponownie rozegrał tylko jedno spotkanie.
W Interze grał do 1943 roku (łącznie 10 sezonów) z przerwą w latach 1936–1938, gdy grał w Estudantil Porteño. W 1944 roku przeszedł do Novary Calcio, następnie grał w AC Legnano i Cosenzie. W Serie A strzelił ponad 70 bramek.

## Dorobek reprezentacyjny
- reprezentacja Argentyny - 3 spotkania (1930–1931)
- reprezentacja Włoch - 13 spotkań, 3 gole (1932–1940)